# Museo Paulista
El Museo Paulista de la Universidad de San Pablo (en portugués: Museu Paulista da Universidade de São Paulo), también conocido como Museu do Ipiranga, es el museo más importante de la Universidad de São Paulo y uno de los más visitados de la ciudad de São Paulo. 
Posee un gran acervo de objetos, mobiliario y obras de arte de relevancia histórica, especialmente aquellas que mantienen alguna relación con la Independencia de Brasil y el período histórico correspondiente. La obra más importante de su acervo es el cuadro de 1888 del artista Pedro Américo, titulado Independência ou Morte.

## Edificio
El arquitecto e ingeniero italiano Tommaso Gaudenzio Bezzi fue contratado en 1884 para realizar el proyecto de un monumento-edificio en el área en donde tuvo lugar el evento histórico de la independencia brasileña, aunque ya existía esta idea desde aquel episodio.

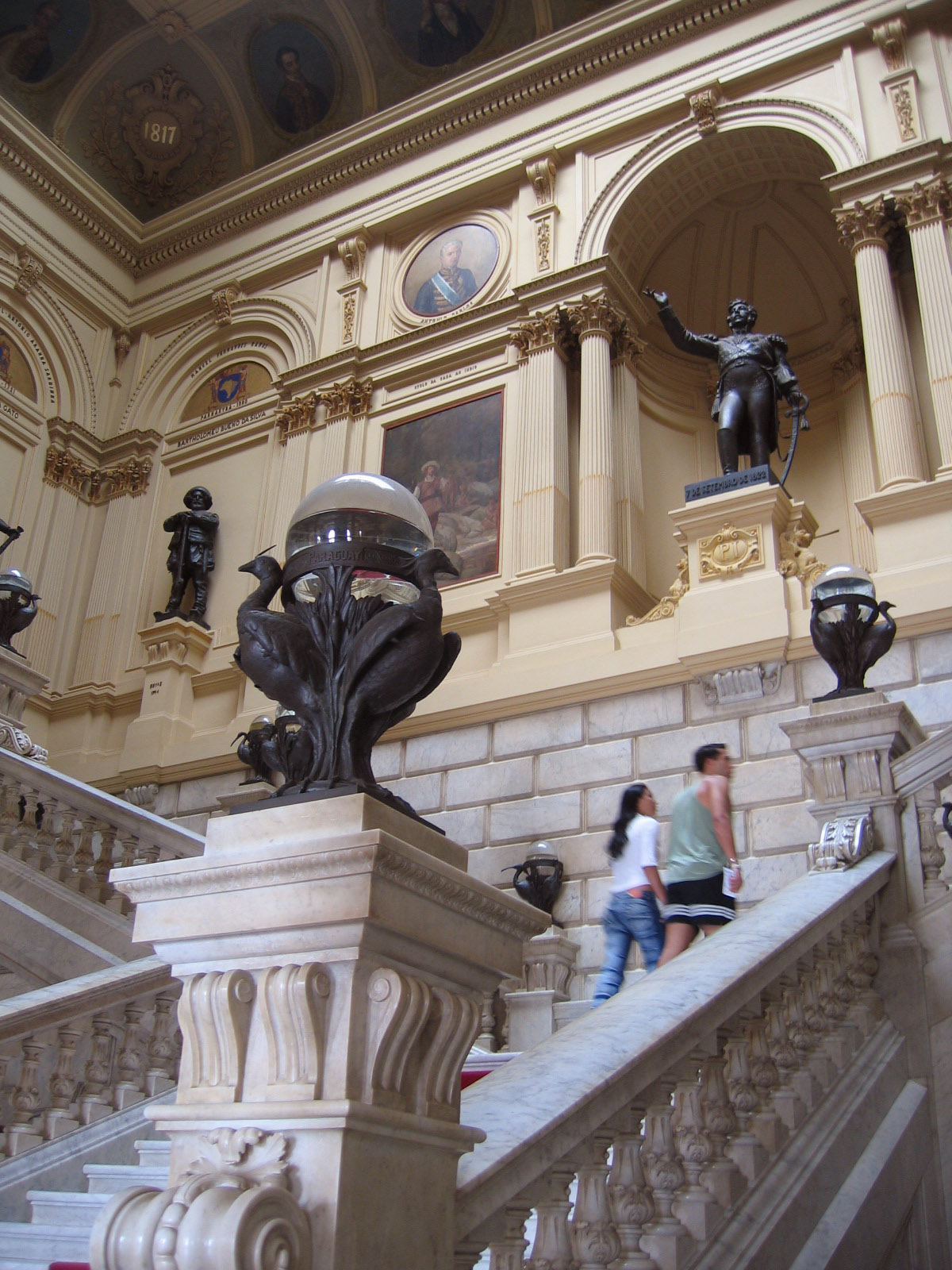
Escalinatas en el interior del Museo Paulista.

El edificio tiene 123 metros de largo y 16 metros de profundidad con una profusión de elementos decorativos y ornamentales. El estilo arquitectónico, ecléctico, fue basado en el de un palacio renacentista, muy rico en ornamentos y decoraciones. La técnica empleada fue básicamente la de la mampostería de ladrillos cerámicos, una novedad para la época en la ciudad. Las obras finalizaron el 15 de noviembre de 1890, en el primer aniversario de la República. Cinco años más tarde, fue creado el Museo de Ciencias Naturales, que luego se transformaría en el Museo Paulista. En 1909, el paisajista belga Arsênio Puttemans hizo los jardines que rodean el edificio.

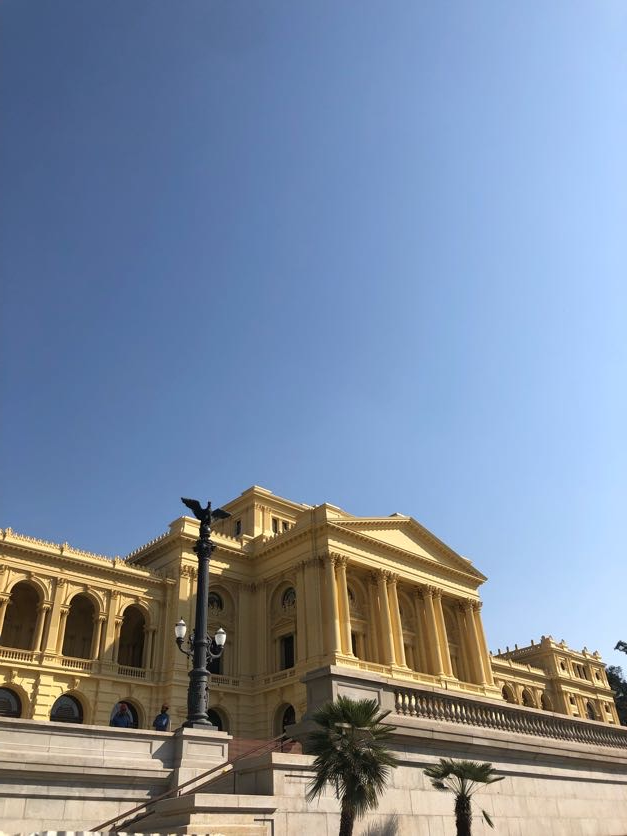
Museo do Ipiranga en su reapertura en 2022

El museo cerró en agosto de 2013 para una extensa restauración y modernización; fue reabierto en septiembre de 2022.

## Acervo
El Museo Paulista tiene en su acervo de más de 125 mil artículos, entre objetos (esculturas, cuadros, joyas, monedas, medallas, muebles, documentos y utensilios de bandeirantes e indígenas), iconografía y documentaión de archivo, del siglo XVI hasta mediados del siglo XX, que sirven para la comprensión de la sociedad brasileña, con especial concentración en la historia de São Paulo. El acervo ha sido separado en tres líneas de investigación, a las cuales el museo se dedica: 
- Vida cotidiana y Sociedad
- Universo del Trabajo
- Historia del Imaginario

El acervo del Museo Paulista tiene su origen en una colección particular reunida por el coronel Joaquim Sertório, que en 1890, fue adquirida por el consejero Francisco de Paula Mayrink, que la donó, junto con objetos de la colección Pessanha, al Gobierno del Estado. En 1891, el presidente del Estado, Américo Brasiliense de Almeida, se la dio a Alberto Löefgren para que organizase el acervo, designándolo director del recién creado Museo del Estado. Las colecciones, a lo largo de los más de cien años del museo, sufrieron una serie de modificaciones con el desmembramiento de parte de su acervo e incorporaciones posteriores.
El acervo del museo está inventariado por el Instituto del Patrimonio Histórico y Artístico Nacional (IPHAN).

Cuadro Independencia o muerte, más conocido como El grito de Ipiranga (óleo sobre tela, 1888), en la colección del museo.